# Ildikó Tordasi
Ildikó Tordasi (născută Ildikó Schwarczenberger 9 septembrie 1951, Budapesta – d. 13 iulie 2015, Budapesta) a fost o scrimeră maghiară specializată pe floretă. La individual a fost campioană olimpică la Montréal 1976 și dublă vicecampioană mondială în 1973 și 1974. Cu echipa Ungariei a fost vicecampioană olimpică la München 1972 și dublă campioană mondială în 1971 și 1973. De-a lungul carierei a strâns 15 medalii olimpice și mondiale. După ce s-a retras a devenit antrenoare de scrimă la clubul său, MTK Budapesta.

## Legături externe
- hu  Prezentare la Comitetul Olimpic Maghiar
- en Ildikó Tordasi la Olympedia.org